# Lumír Březovský
Vojín Lumír Josef Březovský, (24. října 1898 Praha-Libeň – 11. prosince 1914 Louvois u Remeše) byl český voják, člen pařížského Sokola, příslušník dobrovolnické roty Nazdar v rámci francouzské Cizinecké legie během první světové války ve Francii, nejmladší člen jednotky. V prosinci 1914 zahynul na západní frontě, čímž se stal prvním padlým roty a zároveň také nejmladším padlým vojákem za celou válku v československých legiích.

## Život

### Mládí
Narodil v pražské Libni, mládí prožil u babičky v Klokočné u Říčan. jeho otec Emanuel Březovský (1871–1940) se živil jako hostinský ve Velkopopovické pivnici ve Vršovicích. roku 1912 syna poslal k vyučení číšníkem do Paříže, kde Lumír pracoval v restauraci českého majitele v ulici rue d’Argenteuil. Zde se zapojil také do aktivit pařížského Sokola.

### Rota Nazdar
Dne 28. července 1914, když Rakousko-Uhersko vyhlásilo válku Srbsku. Březovský se rozhodl nevrátit se do vlasti a bojovat za nenáviděné Rakousko a mezi prvními se s ostatními, zejména pařížskými Čechy, přihlásil do roty Nazdar. Ta vznikla 31. srpna 1914 v rámci Cizinecké legie z iniciativy zástupců francouzské pobočky Sokola a sociálně-demokratického spolku Rovnost. O vznik jednotky se zasadili zejména malíř František Kupka, Ernest Denis a jeho zeť a pozdější první československý důstojník Václav Dostal, opírající se o myšlenku vzniku samostatného Československa prosazovanou exilovou skupinou Tomáše Garrigue Masaryka, Edvarda Beneše a Milana Rastislava Štefánika.

### Frontové nasazení
K bojovému nasazení byla rota Nazdar odeslána v říjnu 1914 do kraje Champagne poblíž Remeše. Březovský je uváděn jako jeden z nejpříkladnějších vojáků, v rotě byl známým benjamínkem, nejmladším bojujícím v celé jednotce. Spřátelil se zde mj. s Karlem Bezdíčkem, praporečníkem roty Nazdar, či náčelníkem pařížského Sokola Josefem Pultrem.
Začátkem listopadu byl Březovský zařazen k noční hlídce v lesíku u Les Marquises v departementu Champagne. Zde byl předsunutou německou hlídkou těžce postřelen a přesunut do lazaretu v Louvois nedaleko Remeše. Zde na následky zranění 12. prosince 1914 v 16 letech zemřel. Pohřben byl na jednom ze zdejších vojenských hřbitovů za účasti svých druhů.

### Po smrti
Jeho úmrtí vzbudilo v celé rotě velkou pozornost, neboť byl prvním padlým československým legionářem od vzniku útvaru. Druhým padlým se pak stal 15. března 1915 František Fric, v předzvěsti blížící se a pro rotu Nazdar devastující bitvy u Arrasu na jaře 1915.
V roce 1933 bylo jeho tělo exhumováno, zpopelněno a urna s jeho ostatky letecky transportována do Československa, kde byla uložena do Památníku osvobození.na Vítkově. V Klokočné bylo jeho jméno uvedeno na pomníku padlým v první světové válce. Od 1930 je po něm pojmenována ulice v Praze-Bubenči, Březovského. Ostatky byly z Vítkova později přemístěny do rodinného hrobu na Vršovickém hřbitově.
Po roce 2000 mu byla na návsi v Klokočné odhalena pamětní deska.